# Razdólie (Vladímir)
|  | Per a altres significats, vegeu «Razdólie». |

Razdólie (en rus: Раздолье) és un poble (un possiólok) de l'óblast de Vladímir, a Rússia, segons el cens del 2010 tenia 836 habitants. Pertany al districte municipal de Koltxúguino.